# Rapsodia română
Rapsodia română nr. 1 în La major și Rapsodia română nr. 2 în Re major (ambele op. 11) sunt cele mai cunoscute piese orchestrale ale lui George Enescu.

## Istoric
Au fost create în perioada de tinerețe iar prima audiție a avut loc la București în 1903, la Ateneul Român, într-un concert dirijat de compozitor și Eduard Wachmann.

## Caracterizare
Sunt miniaturi simfonice bazate pe folclor (preponderent orășenesc) și pe prezentarea unui grupaj de melodii tip potpuriu, cu secvențe dezvoltătoare. Caracterul lor exotic, dinamismul, frumusețea melodică, orchestrația spectaculoasă au făcut ca aceste piese să intre repede în repertoriul marilor orchestre și să fie interpretate în concert ori în înregistrări discrografice de către majoritatea marilor dirijori ai lumii.

## Discografie selectivă
- Enescu: Symphony No.3 / First Romanian Rhapsody. George Enescu (Composer), Gennady Rozhdestvensky (Conductor), BBC Philharmonic Orchestra (Orchestra). Chandos.
- Enescu: Symphony No. 2 / Romanian Rhapsody No. 2. George Enescu (Composer), Gennady Rozhdestvensky (Conductor), BBC Philharmonic Orchestra (Performer) . Chandos.
- George Enescu: Romanian Rhapsody No. 1; Suites 2 & 3. George Enescu (Composer), Cristian Mandeal (Conductor), "George Enescu" Bucharest Philharmonic Orchestra (Orchestra). Arte Nova.
- Enescu: Complete Orchestral Works, Vol. 2. George Enescu (Composer), Horia Andreescu (Conductor), Romanian Broadcasting Orchestra & Chorus (Orchestra). Olympia.
- Bartók: Concerto for orchestra: Enesco: Romanian Rhapsodies. Bela Bartok (Composer), George Enescu (Composer), Neeme Järvi (Conductor), Royal Scottish National Orchestra (Orchestra). Chandos.
- Ravel: Rapsodie espagnole; Enescu: Romanian Rhapsodies Op11. George Enescu (Composer), Edouard Lalo (Composer), Maurice Ravel (Composer), Constantin Silvestri (Conductor), Orchestr Ceská Filharmonie (Orchestra). Supraphon.
- Enescu: Romanian Rhapsodies Op11; Poème Roumain Op1. George Enescu (Composer), Josif Conta (Conductor), Romanian Broadcasting Orchestra & Chorus (Orchestra). Marco Polo.
- Romanian Rhapsodies Nos. 1 & 2; Symphony No. 1, Op 13. Enesco (Composer), George Georgesco (Artist). "George Enescu" Bucharest Philharmonic Orchestra (Orchestra). Dante Records Lys.
- Enescu: Romanian Rhapsodies Op11; Goldmark: Rustic Wedding Op26. George Enescu (Composer), Karl Goldmark (Composer), Vladimir Golschmann (Conductor), Wiener Staatsopernorchester (Orchestra). Vanguard Classics.

## Alte rapsodii
Rapsodia este un gen popular, abordat de mulți compozitori în perioada romantică, mulți dintre ei reprezentanți ai școlilor naționale: Johannes Brahms, Franz Liszt, Edouard Lalo etc.
Alte rapsodii române: piese cu acest titlu au mai fost compuse și de alți compozitori, printre care Franz Liszt, Nicolae Brânzeu, Marțian Negrea etc.

## Vezi și
- Sinteza Rapsodia—Anotimpurile
- Rapsodie (muzică)